# Tragelhöchstädt

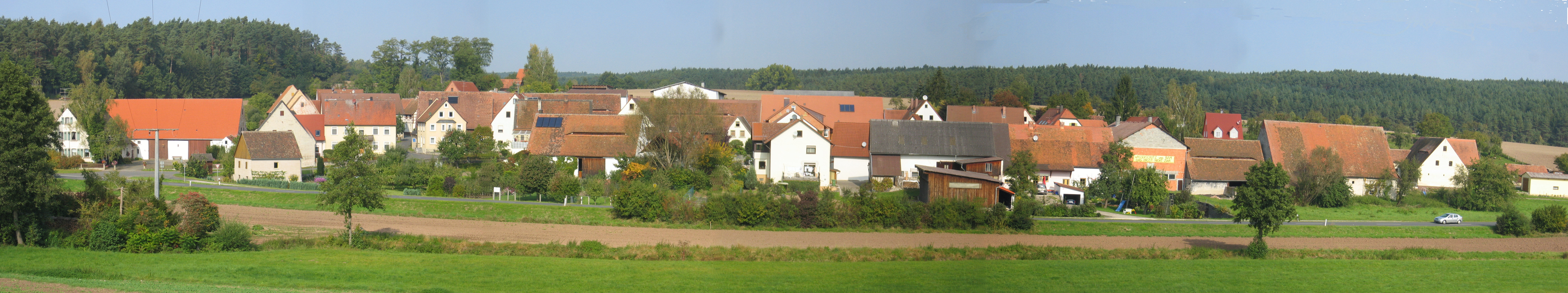
Blick über Tragelhöchstädt (2008)

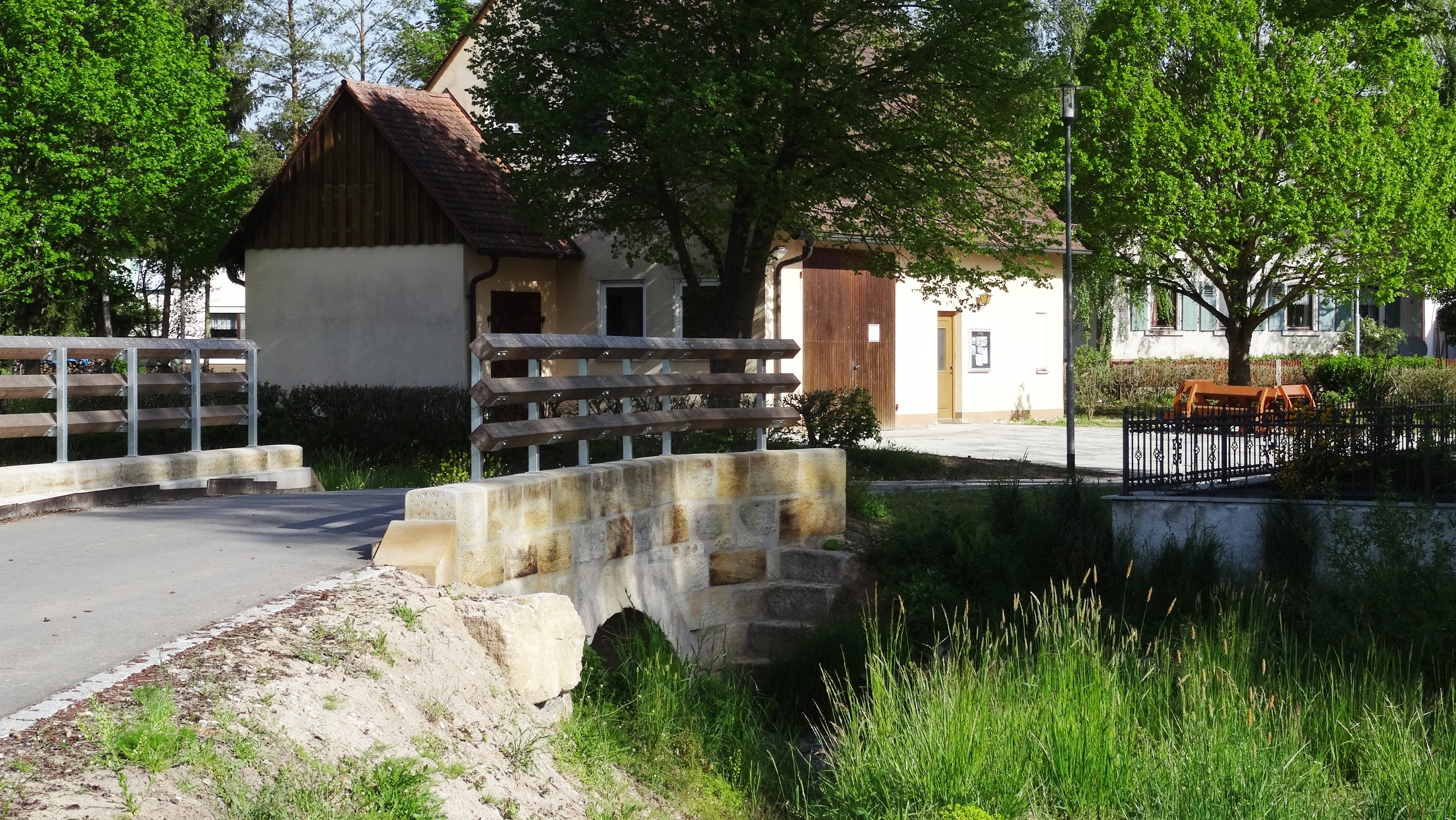
Restaurierte Sandsteinbrücke in Tragelhöchstädt

Tragelhöchstädt ist ein Gemeindeteil des Marktes Uehlfeld im Landkreis Neustadt an der Aisch-Bad Windsheim (Mittelfranken, Bayern). Die Gemarkung Tragelhöchstädt hat eine Fläche von 2,034 km². Sie ist in 277 Flurstücke aufgeteilt, die eine durchschnittliche Fläche von 7341,58 m² haben. In ihr liegt neben dem namensgebenden Ort der Gemeindeteil Egelsbach.

## Geografie und Geologie
Das Dorf liegt im südöstlichen Steigerwald zwischen Uehlfeld und Schornweisach. Südlich des Ortes fließt die Weisach. Im Westen grenzt das Waldgebiet Steinlohe an, im Norden liegt das Waldgebiet Kuckuck. 0,5 km südwestlich erhebt sich der Vogelberg (313 m ü. NHN). Die Kreisstraße NEA 1 führt an der Eselsmühle vorbei nach Schornweisach (2,5 km westlich) bzw. an der Nonnenmühle vorbei nach Uehlfeld zur Bundesstraße 470 (2,3 km östlich). Ein Wirtschaftsweg führt nach Egelsbach (0,4 km nordwestlich).
Die Ortschaft wurde in einer Rodungsinsel im Gebiet des Sandstein-Keupers auf einem Sockel des Blasensandsteins gegründet. Dem Blasensandstein sind Tonlagen (Letten) von rot- bis rotbrauner Farbe zwischengeschaltet, die von grünen Bändern durchzogen werden. Besonders auffallend treten die Letten westlich von Tragelhöchstädt auf. Das Landschaftsrelief ist im Jungtertiär und vor allem im Pleistozän herausmodelliert worden. Die durch die Bäche Weisach und Egelsbach sedimentierte Talfüllung stammt aus dem Holozän. Das Flusssystem dieser Zeit war nach Süden gerichtet. Als Hauptfluss entwässerte der Urmain in das Donaugebiet.

## Geschichte
Der Ort wurde 1303/17 im Lehenbuch des Hochstifts Würzburg erstmals urkundlich erwähnt. Der Ortsname hat sich im Laufe der Zeit von Drachenhofstet über Drachaltshöfstäten, Tracholstösteten, Drachenhofstet und Tregelhöchstädt zum jetzigen Ortsnamen gewandelt. Im 14. Jahrhundert erhielt Konrad von Vestenberg vom Hochstift den jährlichen Zehnten des Ortes zu Lehen. In einer Urkunde von 1348 wurde erwähnt, dass der Bischof von Bamberg die Vogtei über eine Hube hatte. 1502/06 gehörte der größte Teil des Ortes dem Nürnberger Patrizier Hans Truchseß, zwei Güter unterstanden der Reichsstadt Nürnberg, eines den Herren von Lauffenholz und zwei dem Kastenamt Neustadt an der Aisch.
Das Dorf wurde im Dreißigjährigen Krieg (1634) von umherziehenden Forchheimer Horden niedergebrannt, so dass 1639 nur noch zwei Familien in Tragelhöchstädt wohnten. Elf Jahre später war es ein Tragelhöchstädter, der das Dorf erneut niederbrannte: Er löste einen Flächenbrand aus, weil er seine verwilderte Weide roden wollte und dabei die Kontrolle über das Feuer verlor. Im Jahre 1678 beherbergte der Ort wieder 178 Einwohner.
Gegen Ende des 18. Jahrhunderts gab es in Tragelhöchstädt 21 Anwesen und ein Gemeindehirtenhaus. Das Hochgericht übte das Centamt Höchstadt des Hochstifts Bamberg aus, die Dorf- und Gemeindeherrschaft hatte das bambergische Amt Höchstadt. Grundherren waren das Amt Höchstadt (6 Gütlein), das Fürstentum Bayreuth (Kasten- und Jurisdiktionsamt Dachsbach: 1 Gut; Kastenamt Neustadt an der Aisch: 1 Gut; Klosteramt Birkenfeld: 1 Sölde; Verwaltung Uehlfeld: 2 Güter), die Reichsstadt Nürnberg (Landesalmosenamt: 3 Sölden; Spitalamt Heilig Geist: 1 Gütlein), die Schönborn’sche Herrschaft Pommersfelden (5 Sölden) und das Rittergut Neuenbürg (1 Gütlein).
Von 1797 bis 1810 unterstand der Ort dem Justizamt Dachsbach und Kammeramt Neustadt. 1810 kam Tragelhöchstädt an das Königreich Bayern. Im Rahmen des Gemeindeedikts wurde Tragelhöchstädt 1811 dem Steuerdistrikt Uehlfeld zugeordnet. 1813 wurde es der Ruralgemeinde Oberhöchstädt zugewiesen. Mit dem Zweiten Gemeindeedikt (1818) entstand die Ruralgemeinde Tragelhöchstädt, zu der Egelsbach und Nonnenmühle gehörten. Sie war in Verwaltung und Gerichtsbarkeit dem Landgericht Neustadt an der Aisch zugeordnet und in der Finanzverwaltung dem Rentamt Neustadt an der Aisch (1919 in Finanzamt Neustadt an der Aisch umbenannt, seit 1972 Finanzamt Uffenheim). 2 Anwesen unterstanden bis 1835 in der freiwilligen Gerichtsbarkeit dem Patrimonialgericht Neuenbürg, 5 weitere Anwesen bis 1848 dem Patrimonialgericht Pommelsbrunn. Ab 1862 gehörte Tragelhöchstädt zum Bezirksamt Neustadt an der Aisch (1939 in Landkreis Neustadt an der Aisch umbenannt). Die Gerichtsbarkeit blieb beim Landgericht Neustadt an der Aisch (1879 in das Amtsgericht Neustadt an der Aisch umgewandelt). Die Gemeinde hatte 1964 eine Gebietsfläche von 2,017 km². 1948 wurde die Nonnenmühle nach Uehlfeld umgemeindet.
Am 1. Juli 1971 wurde Tragelhöchstädt im Zuge der Gebietsreform in Bayern nach Uehlfeld eingemeindet.

### Ehemalige Baudenkmäler
- Haus Nr. 8: nördlich der Scheuer drei Pfeiler einer Einfahrt mit profilierten Aufsätzen, 18. Jahrhundert, nur teilweise erhalten[17]
- Haus Nr. 141⁄2: eingeschossiges Satteldachhaus von 1832; Holztraufgesims mit Schachbrettfries (zweireihig). Giebel Fachwerk, sonst Quader, teilweise verputzt; im Sturz der einen Tür Namen unleserlich, „1832“.[17]
- Haus Nr. 161⁄2: eingeschossiges Wohnstallhaus mit Mansarddach, nach Westen abgewalmt, Holztraufgesims; im Sturz der Haustür unleserliches Schriftband; gegen 1800. – Stall gegenüber: massive Giebelmauer, Traufseite zurückgesetzt; Dachtraufe ruht auf zwei hölzernen Flaschensäulen mit Knaggen; zwei Giebelgauben, 18. Jh., 1843 aus Vestenbergsgreuth; in der Quadermauer dahinter stichbogige Tür[17]
- Sandsteinbrücke

### Einwohnerentwicklung
Gemeinde Tragelhöchstädt
| Jahr      | 1818   | 1840   | 1852   | 1855   | 1861   | 1867   | 1871   | 1875   | 1880   | 1885   | 1890   | 1895   | 1900   | 1905   | 1910   | 1919   | 1925   | 1933   | 1939   | 1946   | 1950   | 1952   | 1961   | 1970   |
| Einwohner | 149    | 230    | *204   | *188   | 197    | *184   | 207    | 211    | 206    | 194    | 168    | 168    | 177    | 171    | 165    | 172    | 148    | 130    | 118    | 192    | 184    | 165    | 119    | 99     |
| Häuser    | 25     | 29     |        |        |        |        | 36     |        |        | 34     | 34     |        | 34     |        |        |        | 33     |        |        |        | 27     |        | 28     |        |
| Quelle    | [ 19 ] | [ 20 ] | [ 21 ] | [ 21 ] | [ 22 ] | [ 23 ] | [ 24 ] | [ 25 ] | [ 26 ] | [ 27 ] | [ 28 ] | [ 21 ] | [ 29 ] | [ 21 ] | [ 30 ] | [ 21 ] | [ 31 ] | [ 21 ] | [ 21 ] | [ 21 ] | [ 32 ] | [ 21 ] | [ 13 ] | [ 33 ] |

Ort Tragelhöchstädt
| Jahr      | 001818 | 001840 | 001861 | 001871 | 001885 | 001900 | 001925 | 001950 | 001961 | 001970 | 001987 | 2022  |
| Einwohner | 132    | 211    | 178    | 145    | 174    | 156    | 127    | 184    | 117    | +99    | +88    | 60    |
| Häuser    | 22     | 26     |        |        | 31     | 31     | 30     | 26     | 27     |        | +24    |       |
| Quelle    | [ 19 ] | [ 20 ] | [ 22 ] | [ 24 ] | [ 27 ] | [ 29 ] | [ 31 ] | [ 32 ] | [ 13 ] | [ 33 ] | [ 34 ] | [ 1 ] |

## Religion
Tragelhöchstädt ist seit der Reformation evangelisch-lutherisch geprägt und bis heute nach St. Jakob (Uehlfeld) gepfarrt.

## Kulinarische Spezialitäten

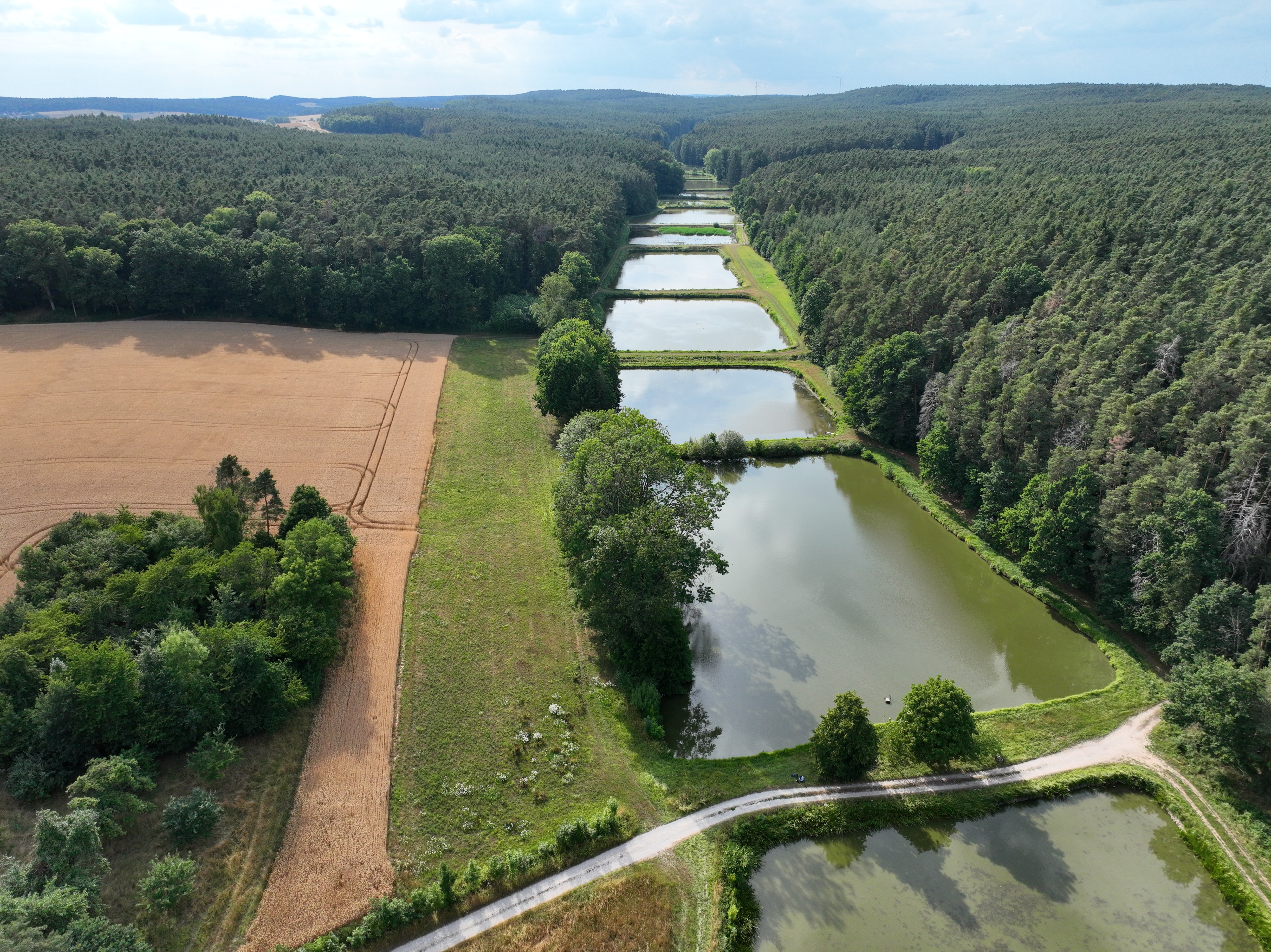
Die Weiherkette bei Egelsbach

In der nördlich von Tragelhöchstädt gelegenen Weiherkette wird der Aischgründer Spiegelkarpfen gezüchtet.

## Trivia
- Der Mundartdichter Helmut Haberkamm erwähnt den Ort in seiner Science-Fiction Erzählung „Das wunderliche Gesicht von Tragelhöchstädt“. (Bernd Flessner (Hrsg.): Reisen zum Planeten Franconia. Neustadt an der Aisch: Verlag Ph. C. W. Schmidt, 2001)
- Im Jahre 1861 wurden in Tragelhöchstädt 115 Zentner Hopfen geerntet. Der Hopfenanbau endete vor dem Zweiten Weltkrieg.[8]
- Tragelhöchstädt liegt auf dem gleichen Breitengrad wie Vancouver, BC, Canada.
- Die zum „Hübner’s Keller“ (Bergkirchweih Erlangen) gehörende Brauerei stellte ihr Bier ursprünglich im Gasthaus „Zum goldenen Schwanen“ her. 1858 übernahm der Bierbrauer Conrad Hübner aus Tragelhöchstadt die Brauerei und verhalf dem Keller somit zu seinem Namen. Heute gehört der „Hübner’s Keller“ abends zu den meist frequentierten Kellern der Bergkirchweih.[35]
- Im Jahr 1873 gab es in Tragelhöchstädt 33 Viehhaltungen mit insgesamt zehn Pferden, 158 Rindern, 48 Schafen, 20 Schweinen, neun Ziegen und elf Bienenstöcken.[36]